# Orijärvi gruva

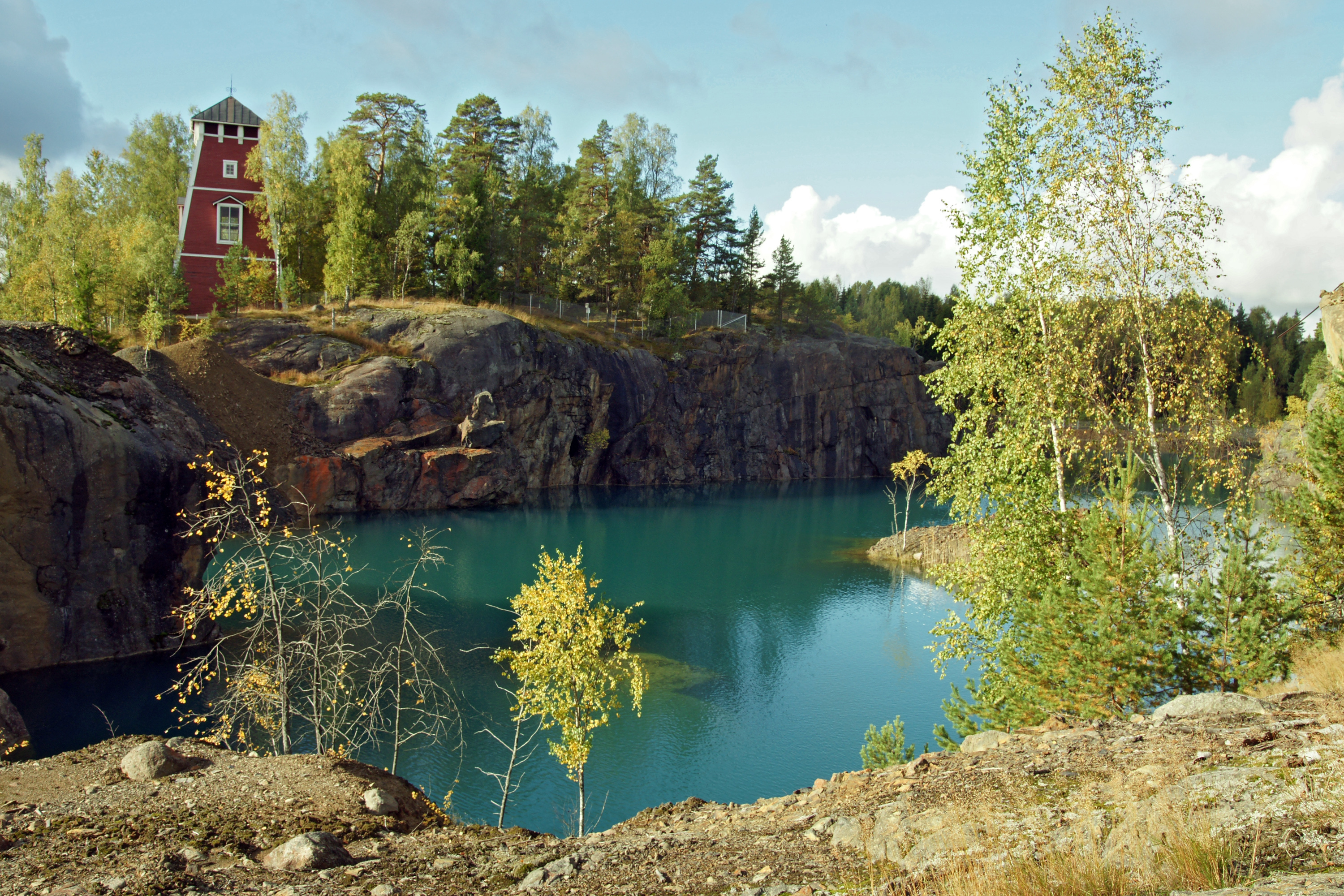
Det tidigare gruvområdet.

Orijärvi gruva är en gruva i tidigare Kisko kommun, som numera införlivats i Salo.
Orijärvi är en av Finlands äldsta koppargruvor, malmfyndigheterna har utnyttjats sedan 1758. Tidvis, som 1882-1907 låg dock verksamheten nere. Under senare år ägdes gruvan av Orijärvi Gruvaktiebolag, som bröt koppar, zink och bly.
Orijärvi ligger nära sjön Orijärvi, som avvattnas genom Fiskars ås vattensystem.
Verksamheten lades ned på 1950-talet. Orijärvi gruva klassas av finska Museiverket som en byggd kulturmiljö av riksintresse.